# ستيفن مولر
ستيفن مولر (بالإنجليزية: Stephen Mueller)‏ هو فنان ورسام أمريكي، ولد في 24 سبتمبر 1947 في نورفولك في الولايات المتحدة، وتوفي في 16 سبتمبر 2011 في نيويورك في الولايات المتحدة.